# Дорошенко Ганна Степанівна
Дорошенко Ганна Степанівна (1 червня 1954, м. Івано-Франківськ) — українська поетеса, прозаїк, педагог і громадська діячка, член Національної спілки письменників України (2001) та Національної спілки журналістів України (2003), лауреатка Педагогічної премії імені Богдана Ступарика (2007). Дружина поета Ярослава Юрійовича Дорошенка.

## Життєпис
Закінчила з відзнакою філологічний факультет Івано-Франківського державного педагогічного інституту імені В.Стефаника у 1975 році. Працювала директором кінотеатру імені Івана Франка. 
З 1983 до 2016 року очолювала колектив загальноосвітньої школи-садка № 3. За роки її керівництва заклад неодноразово змінював свою специфіку, намагаючись, відповідно до вимог часу, працювати в рамках свого цільового призначення. У 2003 році з ініціативи директора було внесено зміни в Статут і навчальний заклад був реорганізований у загальноосвітню школу-садок І ступеня № 3 з групами цілодобового перебування дітей. Основне завдання школи-садка — соціальна реабілітація і психолого-педагогічна корекція дітей з родин, які потрапили в складні життєві обставини. За час роботи в новому статусі було надано допомогу і підтримку більше ніж трьомстам сім'ям, які волею долі чи в результаті власної безвідповідальності потрапили в біду. Навіть попри всі старання педагогів, більше 50-ти батьків пішло з життя через неправильний спосіб життя. До роботи школи долучалися благодійники, завдяки яким заклад вижив у непростих економічних умовах і став рідною домівкою сотням знедолених дітей.

## Громадська діяльність
Г. Дорошенко була редактором міського педагогічного видання «Кур'єр освіти», яке виходило в рамках муніципальної газети «Західний кур'єр», членом Президії міськкому профспілки працівників освіти і науки, відстоювала права освітян, виступаючи на різного роду протестних акціях, членом координаційної ради з питань профілактики правопорушень серед неповнолітніх, членом колегії управління освіти і науки виконавчого комітету Івано-Франківської міської ради, член правління Івано-Франківського міського об'єднання «Просвіта».
Працює на посаді методиста Івано-Франківського міського Будинку вчителя.

## Творчість
Ганна Дорошенко з дитинства пише вірші. Авторка поетичних видань «Квіт щастя», «Їм шутка шлях у вічність освятила», «Білі квіти самотності», «Секрети писанкарства», «Дівчинка Оксанка — чудова писанкарка», «Чарівна птаха з Богом говорила», «Гра-загадка», «Як Тур карпатський з сонечком зустрівся», «Вічна писанка», «Як з диво-писанки творився білий світ», «Чого лишень на світі не буває», «Як писанка людей і звірів помирила», «Колискова для сонечка», «Як діва-воїн боронила світ» та інших.
Упорядниця книги спогадів про професора Богдана Михайловича Ступарика «Задивлений у вічність». 
Проводить велику роботу по вшануванню пам'яті свого чоловіка, репресованого українського поета, багаторічного голову Івано-Франківської організації НСПУ Я. Ю. Дорошенка (1931— 2007): упорядкувала книги спогадів про нього «Летять у спомини літа» та ювілейний сонетарій «На толоці одвічних таємниць» до 80-ї річниці від дня народження поета , бере участь в урочистостях з нагоди вручення міської літературної премії імені Ярослава Дорошенка. 
Авторка численних передмов до літературно-мистецьких видань. Твори письменниці друкувалися в колективних збірниках, в періодичній пресі. Публікує в ЗМІ статті як журналістка і педагог, має свої авторські сторінки і рубрики. Готує сценарії масштабних загальноміських свят. З часу відновлення міського об'єднання Всеукраїнського товариства «Просвіта» організувала і провела багато літературно-мистецьких вечорів для своїх колег-літераторів, заходів просвітницько-виховного характеру для освітян та молоді міста. 
2019 року в Літературному музеї Прикарпаття відбулось відкриття виставки «Дорогою добра і любові» до ювілею Ганни Дорошенко.

## Твори
- «Квіт щастя»
- «Їм шутка шлях у вічність освятила»
- «Білі квіти самотності»
- «Секрети писанкарства»
- «Дівчинка Оксанка — чудова писанкарка»
- «Чарівна птаха з Богом говорила»
- «Гра-загадка»
- «Як Тур карпатський з сонечком зустрівся»
- «Вічна писанка»
- «Як з диво-писанки творився білий світ»
- «Чого лишень на світі не буває»
- «Як писанка людей і звірів помирила»
- «Колискова для сонечка»
- «Як діва-воїн боронила світ»
- Задивлений у вічність: Спогади про Людину, Патріота, Вченого
- «На толоці одвічних таємниць»

## Нагороди
Нагороджена грамотами Івано-Франківського міського та обласного управлінь освіти і науки, подяками міського голови, грамотою ЦК профспілки працівників освіти і науки, просвітянськими грамотами, лауреатка педагогічної премії ім. Б. Ступарика.